# Mugía
Mugía (oficialmente en gallego, Muxía) es un municipio español de la provincia de La Coruña (Galicia). Pertenece a la comarca de Finisterre, en la Costa de la Muerte.

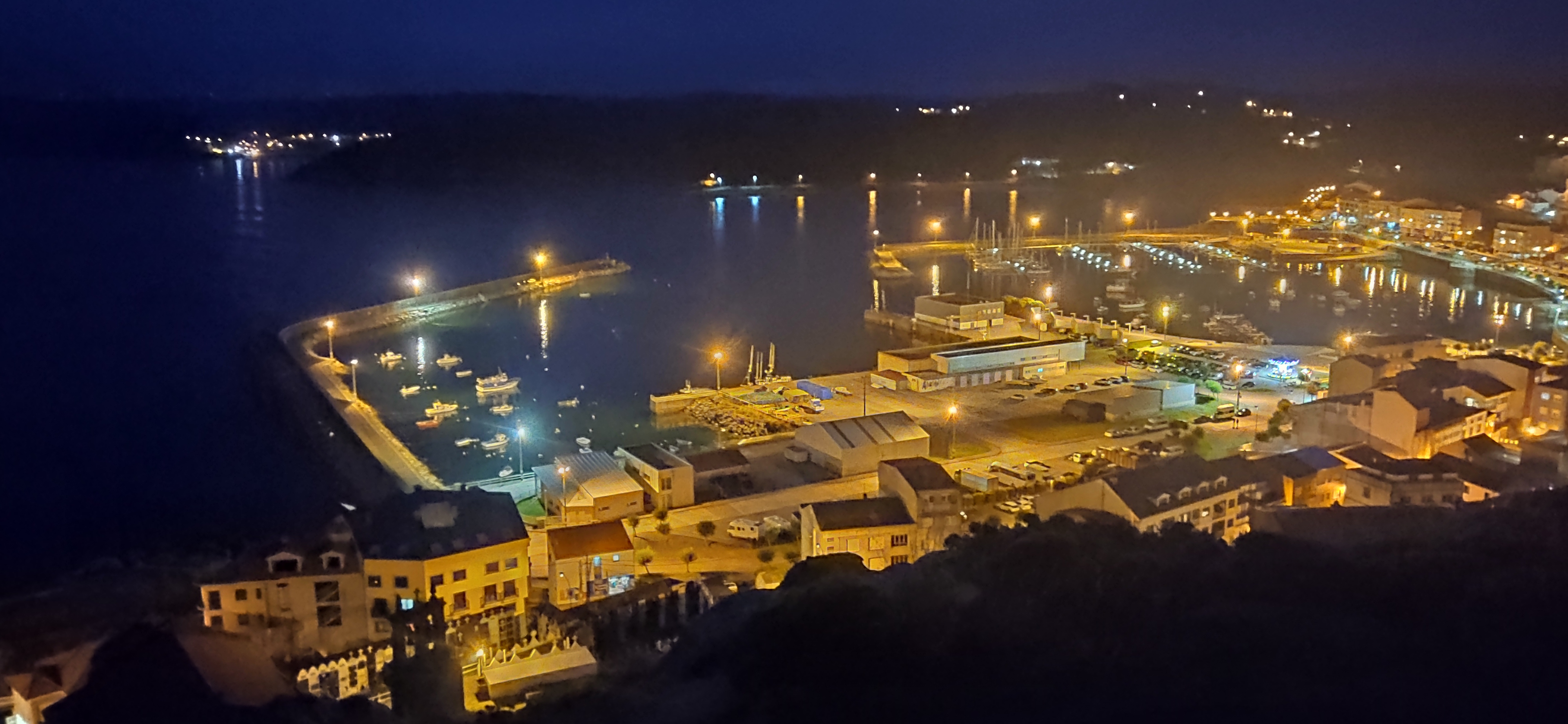
Nocturno

## Geografía humana

### Demografía
Cuenta con una población de 4380 habitantes (INE 2024).
| Gráfica de evolución demográfica de Mugía entre 1842 y 2021 |
| |
| Población de derecho según los censos de población del INE Población de hecho según los censos de población del INEEn estos censos se denominaba Mugía: 1842, 1857, 1860, 1877, 1887, 1897, 1900, 1910, 1920, 1930, 1940, 1950, 1960, 1970 y 1981 |

## Parroquias
Parroquias que forman parte del municipio:
- Bardullas (San Juan)
- Buiturón (San Tirso)
- Caberta (San Félix)
- Coucieiro (San Pedro)
- Frige[9]
- Leis (San Pedro)
- Moraime (San Julián)
- Morquintián (Santa María)
- Mugía[9]
- Nemiña (San Cristobo)
- Nuestra Señora de la O (Nuestra Señora)[9]
- Ozón (San Martiño)
- Touriñán (San Martín)
- Villastosé[9]

## Patrimonio artístico

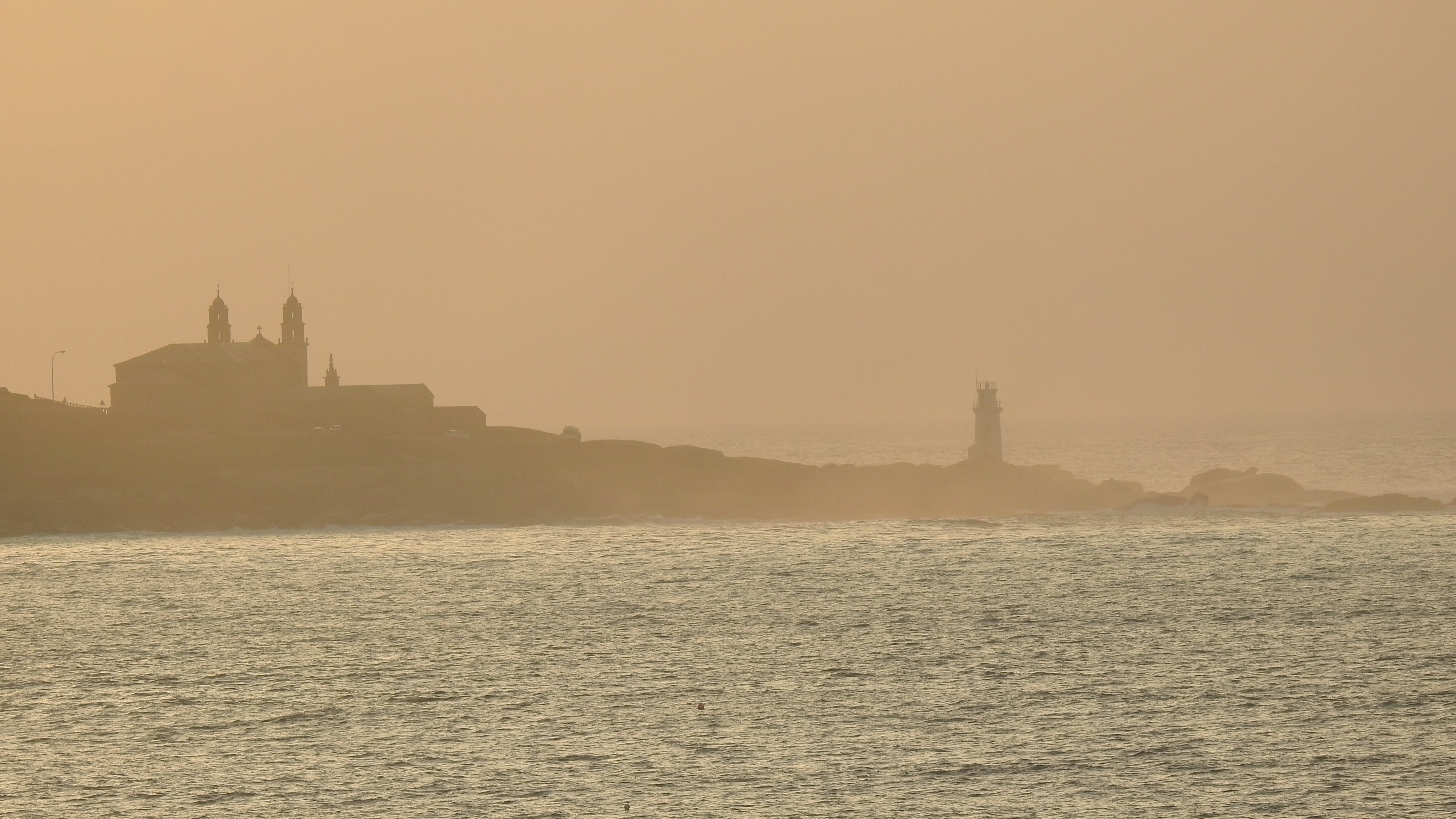
Faro y Santuario Nª Sª de la Barca, en Mugía, vistos desde Camariñas

- Santuario de la Virgen de la Barca. Fundado en la Edad Media a iniciativa de los monjes de Moraime. El edificio actual es de estilo barroco y data de 1719. La imagen de la Virgen es una talla gótica del siglo XIV. En sus cercanías se encuentran las famosas piedras de Abalar y de Os Cadrís. Sufrió un aparatoso incendio el 25 de diciembre de 2013 que destruyó el retablo mayor, valiosa obra barroca del escultor santiagués Miguel de Romay.

- Iglesias románicas. Dentro de su término municipal se conservan varias iglesias románicas como la de San Xulián de Moraime, San Martiño de Ozón, San Pedro de Leis, Santa Leocadia de Frixe o San Cristóbal de Nemiña.

- Hórreo de San Martiño de Ozón. En las inmediaciones de la iglesia y la casa rectoral de San Martiño de Ozón, se localiza este hórreo de 22 pares de pies, uno de los más largos de Galicia.

- Escultura A Ferida de Alberto Bañuelos. Esta escultura representa el daño causado al mar por el hundimiento del buque petrolero Prestige en 2002 en las costas de Mugía. AL escultor Alberto Bañuelos se le encomendó realizar una obra que recordara esta catástrofe medioambiental y para reconocer el trabajo de los muchos voluntarios, venidos de toda España, que limpiaron las playas afectadas de la costa gallega. La escultura mide 11 metros de alto y pesa 400 toneladas.

## Festividades
La Romería de la Virgen de la Barca es célebre en toda la zona, teniendo lugar el segundo domingo del mes de septiembre, no antes del 9 ni después del 15; Esto es, si el 1 de septiembre es domingo, se celebra el 15 de septiembre. De ámbito local es la Fiesta del Carmen, celebrada el último domingo del mes de julio, teniendo lugar una animada procesión marítima que lleva a los barcos participantes hasta las proximidades del vecino puerto de Camariñas.